# 布拉夫波因特 (印地安納州)
布拉夫波因特（英語：Bluff Point）是位於美國印地安納州傑伊縣的一個非建制地區。該地的面積和人口皆未知。